# Пезе-Нодуэн-Амбури
Пезе́-Нодуэ́н-Амбури́ (фр. Paizay-Naudouin-Embourie) — коммуна во Франции, находится в регионе Пуату — Шаранта. Департамент — Шаранта. Входит в состав кантона Вильфаньян. Округ коммуны — Конфолан.
Код INSEE коммуны — 16253.
Коммуна расположена приблизительно в 360 км к юго-западу от Парижа, в 70 км юго-западнее Пуатье, в 45 км к северу от Ангулема.

## Население
Население коммуны на 2008 год составляло 400 человек.
| 1962 | 1968 | 1975 | 1982 | 1990 | 1999 | 2008 |
| ---- | ---- | ---- | ---- | ---- | ---- | ---- |
| 564  | 573  | 583  | 514  | 493  | 423  | 400  |

## Администрация
| Период | Период | Фамилия      | Партия | Примечания |
| ------ | ------ | ------------ | ------ | ---------- |
| 1989   | 2008   | Мишель Бонно |        |            |
| 2008   |        | Мишель Галь  |        |            |

## Экономика
В 2007 году среди 227 человек в трудоспособном возрасте (15—64 лет) 145 были экономически активными, 82 — неактивными (показатель активности — 63,9 %, в 1999 году было 65,0 %). Из 145 активных работали 124 человека (75 мужчин и 49 женщин), безработных было 21 (4 мужчины и 17 женщин). Среди 82 неактивных 15 человек были учениками или студентами, 46 — пенсионерами, 21 были неактивными по другим причинам.

## Достопримечательности
- Церковь Амбури (XII век). Памятник истории с 1987 года[3]
- Замок Савей[фр.] (XV век). Памятник истории с 2005 года[4]
- Руины галло-римской виллы Шателье. Памятник истории с 2005 года[5]

## Фотогалерея
- Церковь Амбури
- Церковь Пезе-Нодуэн
- Руины галло-римской виллы Шателье